# El Patrón de la Vereda
El Patrón de la Vereda fue una telenovela argentina, grabada y transmitida en 2005 por América TV. Fue escrita por Enrique Torres y Miguel Vega, producida por Raúl Lecouna y dirigida por Jorge Oneglia y Carlos Dell Águila. Protagonizada  por Gustavo Bermúdez y Camila Bordonaba. Coprotagonizada por Diana Lamas, Ximena Fassi, Marcelo Cosentino y Nicolás Scarpino. Antagonizada por Martín Seefeld, Emilia Mazer, Lucrecia Blanco, el primer actor Víctor Laplace y Gino Renni. También, contó con las actuaciones especiales de Segundo Cernadas, María Roji, María José Gabin y la primera actriz Hilda Bernard.

## Sinopsis
Gastón Amilcar Alberti (Gustavo Bermúdez) es uno de los hombres más importantes del país. Su padre es un exitoso empresario. El negocio más beneficioso hoy es una empresa discográfica. Es el orgullo de su familia, sobre todo de su padre. Gastón es agradable, simpático y su figura es envidiada en las páginas de las revistas más importantes. Gastón Alberti está viviendo sus últimos días de soltero. Contraerá matrimonio con María Pía Bernasconi. Es un matrimonio conveniente para ambas familias y que cuenta con el apoyo de todos. Una noche, sus amigos Lalo, Papin y Nabuco, organizan una despedida de soltero. En la fiesta hay una cantante a la que los amigos de Gastón ignoran, pero él no. Apenas escucha los primeros acordes reconoce la canción, la canción que el mismo le escribió a la que fue su novia de la secundaria, su gran amor, mira al pequeño escenario y allí la ve, Graciela... o Sisí como él la había bautizado en la secundaria. Pero ¿cómo era posible? Sisí se había suicidado muchos años atrás. Él no supo que su propio padre la separó para siempre de su lado porque estaba enamorado de Graciela. Gastón se quedó con la imagen de Sisí diciéndole que no lo amaba y que la dejara en paz. La joven, que no es la Sisí de su juventud, con sus 17 años, es la hija de la mujer que había sido novia de Gastón. Graciela bautiza a su hija con su sobrenombre. Sisí, el nombre que él llamaba a su novia a pedido de ella, Como él era Nono ella eligió ser Sisí. Sisí Ponte (Camila Bordonaba) es una joven con carácter, que sabe muy bien lo que quiere, luchadora que quiere ser cantante. Vive con su abuela, una administradora de una pensión de barrio. Para mantenerse, Sisí trabaja en una hamburguesería de día y cantando en el pub de noche.
El encuentro en el Pub hará que sus vidas cambien para siempre, a pesar de la diferencia de edad entre ambos, Sisí se enamora y logrará de Gastón que nazca un amor verdadero, el primer amor para los dos. Aunque no lo tendrán fácil, ya que todo el mundo estará en contra de esta relación, excepto Lalo (Marcelo Cosentino) el mejor amigo de Gastón, Catalina (Paola Sallustro) la mejor amiga de Sisí y Mercedes Alberti (Ximena Fassi) la hermana de Gastón serán los únicos aliados para luchar contra las maniobras de todos por separarlos. Pero el destino les pondrá obstáculos en el camino que deberán superar para lograr la felicidad completa. Amor, odio, mentiras y engaños hacen de esta telenovela algo maravilloso, en la que nos hace ver que la edad no es un motivo para no amar y que si es amor de verdad merece la pena luchar.

## Elenco

### Protagonistas
- Gustavo Bermúdez como Gastón Alberti.
- Camila Bordonaba como Sisí Ponte.

### Secundarios
- Víctor Laplace como Franco Alberti.
- Martín Seefeld como Bernardo Bernasconi.
- Lucrecia Blanco como María Pía Bernasconi.
- Segundo Cernadas como Javier Hoyos.
- Emilia Mazer como Isabel de Alberti.
- Gino Renni como Carmelo.
- María José Gabin como Arlinda.
- Nicolás Scarpino como Mario Alberti.
- Hilda Bernard como Doña Aurora.
- Luis Mazzeo como Papin.
- Paola Sallustro como Catalina.
- Ximena Fassi como Mercedes Alberti.
- Diana Lamas como Verónica de Bernasconi.
- Anabel Cherubito como Chelita.
- Marcelo Serre como Nabuco.
- Marcelo Cosentino como Lalo.

### Antagonistas
- Víctor Laplace como Franco Alberti.
- Martín Seefeld como Bernardo Bernasconi.
- Emilia Mazer como Isabel.
- Lucrecia Blanco como María Pía Bernasconi.

### Participaciones
- Jazmín Beccar Varela como Maggie.
- Celina Font como Silvana Rivas.
- Pablo Heredia como Roman.
- Silvina Luna como Lucy Ferita.
- María Roji como Alicia.
- Francisco Bass como Ernesto.
- Guillermina Satur como Graciela Ponte.